# Sander Kleinenberg
Sander Kleinenberg (Delft, 21 de março de 1971) é um produtor musical e DJ holandês, conhecido por ser um dos primeiros DJ's a implementar o uso de vídeo digital nas suas apresentações. É também fundador das gravadoras Little Mountain Recordings e THIS IS Recordings. É um dos principais DJ's da House music, seus sets variam de progressive house, a electro e dubstep.

## História
Sander nasceu em 21 de março de 1971 em Delft, Países Baixos. Seu início como Dj foi aos 15 anos em bar local. Tocava uma grande variedade de ritmos musicais incluindo rock e dance music. Suas primeiras influências musicais incluíam Mantronix, Shep Pettibone, e Depeche Mode.
Depois de enviar numerosos demos a diferentes gravadoras europeias, conseguiu em 1993 gravar seu primeiro single chamado "Bombay" com a gravadora belga Wonka Beats. Em 1994 grava outro single com a gravadora alemã Superstition.
Em 1996, lança o single "YDW (You Do Me Wrong)" com o a gravadora americana the moniker S 'N' S, tornando-se seu primeiro sucesso internacional sendo tocada em todas pistas de dança de Nova York. Em 2000, lançou o single "My Lexicon" se tornaria a tempo um de seus clássicos.
Desde 2003, começou a ganhar certo reconhecimento graças aos seus remixes para artistas como Janet Jackson, N.E.R.D e Justin Timberlake. Para este último, trabalhou em um remix para o single "Rock Your Body", que lhe rendeu o prêmio de Melhor Remix concedido pela Academia de Música e Dança dos Estados Unidos. Outra de suas produções notáveis foram "The Fruit", em 2004 e "This is Miami"; lançado em 2006. Uma delas foi realizada para o festival de música dance Sensation, renomeado como "This Is Sensation".  He also remixed Justin Timberlake's single "Rock Your Body", which garnered him the Best Remix award at the Dancestar USA Awards.
No ano de 2006, ficou em 27º na lista de melhores Djs do mundo pela revista DJ magazine, e 4º em 2007 pela revista TheDjlist.
Em 2010, finalmente lançou seu segundo álbum de estúdio, intitulado 5K, que contou com a participação do cantor britânico Jamie Cullum, assim como o trio holandês Kraak & Smaak e cantores como Neil Ormandy e Ursula Rucker.

## Discografia

### Álbuns
Em estúdio
- 1998: Melk
- 2010: Sander Kleinenberg Presents 5K

Compilações
- 2000: Tranceglobal Airways (Mixmag)
- 2001: Nubreed 004 (Boxed)
- 2002: Sander Kleinenberg: Essential Mix (Warner)
- 2003: Renaissance: Everybody (Renaissance)
- 2004: This is Everybody Too (Renaissance) (Billboard Top Electronic Albums #11)[11]
- 2005: This is Everybody! On Tour (Everybody Loves Music)
- 2007: This is... Sander Kleinenberg
- 2009: This is... Sander Kleinenberg 2

### Singles/EP
- Bombay (1993)
- Transporter (1994)
- Sander5 (1995)
- Time Fax (1995)
- Clear Cut (1996)
- It Moves (1996)
- Ydw (1996)
- You Do Me Wrong (1996)
- Conflicts (1997)
- Running (1997)
- The Rhythm (1997)
- Bullets (1998)
- Dancin' (1998)
- Save The Time (1998) (como Sander)
- Feelin' Good (1998)
- For Your Love (1998)
- 4 Seasons Ep 1-3 (1999)
- Airtight (1999) (w/ Steve Bug)
- Grand Bazaar (1999) (w/ Steve Bug)
- 4 Seasons Ep 2-3 (2000)
- My Lexicon (2000)
- Sacred (2000)
- Observator (2000)
- Penso Positivo EP (2000)
- 4 Seasons Part 3 (2003)
- Repeat to Specify' (2003)
- The Fruit (2004)
- The Fruit (remixes) (2005)
- My Lexicon (2006)
- This is Miami (2006)
- This Is Sensation (Anthem 2006) (2006)
- This is Our Night (2009)
- R.Y.A.N.L. (2010)
- M.A.N.I.A.C. (2010)
- Remember When (2010) (w/ Jamie Cullum)
- The Journey (2011) (w/ Kraak & Smaak and Ursula Rucker)
- The Healer (2011)
- Closer (2011) (w/ Neil Ormandy)
- Chemically (2011) (w/ Ryan Starr)
- We-R-Superstars (2014)

### Remixes
- 1995: Art of Silence – "West 4"
- 1999: Vincent de Moor – "Between 2 Fires"
- 1999: Three Drives on a Vinyl – "Greece 2000"
- 1999: Junkie XL – "Check Your Basic Groove"
- 2000: Frankie Goes to Hollywood – "Welcome to the Pleasuredome"
- 2001: Sasha & Darren Emerson – "Scorchio"
- 2001: PMT – "Deeper Water"
- 2001: Röyksopp – "Poor Leno"
- 2001: System F – "Exhale"
- 2002: Lamya – "Empires (Bring Me Men)"
- 2002: Lexicon Avenue – "From Dusk Till Dawn"
- 2003: Justin Timberlake – "Rock Your Body"
- 2003: BT – "Somnambulist"
- 2003: Junkie XL feat. Peter Tosh – "Don't Wake Up Policeman"
- 2004: N*E*R*D – "Maybe"
- 2004: Janet Jackson – "All Nite (Don't Stop)"
- 2004: Sarah McLachlan – "Plenty"
- 2005: Eurythmics – "I've Got a Life"
- 2006: Mylo feat. Freeform Five – "Muscle Car"
- 2010: Lifelike – "Love Emulator"
- 2010: Kraak & Smaak – "Dynamite"
- 2010: DEV ft. The Cataracs – "Bass Down Low"
- 2011: Katy Perry – "T.G.I.F."
- 2011: Daft Punk – "Tron Legacy (End Titles)"
- 2011: Blush ft. Snoop Dogg – "Undivided"
- 2011: Manufactured Superstars – "Drunk Text"
- 2011: Pleasurekraft – "Breastfed"
- 2013: Kraak & Smaak feat. MC Sebastian – "Hit The Club"
- 2013: Jamie Cullum – "Everything You Didn't Do"
- 2013: Robin Thicke feat. Kendrick Lamar – "Give It 2 U"

- Este artigo foi inicialmente traduzido, total ou parcialmente, do artigo da Wikipédia em castelhano cujo título é «Sander Kleinenberg», especificamente desta versão.

1. 1 2  «Sander Kleinenberg Biography». Resident Advisor. Consultado em 27 de junho de 2014
2. ↑  «Sander Kleinenberg - Feature/Interview». Resident Advisor. 22 de novembro de 2001. Consultado em 27 de junho de 2014
3. ↑  Jeffries, David. «Sander Kleinenberg > Biography». Allmusic. Consultado em 26 de junho de 2007
4. ↑  «DJ Profiles: Sander Kleinenberg». A3tv. Consultado em 27 de junho de 2014
5. ↑  Simon, Jain (16 de janeiro de 2006). «Nocturnal Magazine.net Interviews: Sander Kleinenberg». Nocturnal Magazine. Consultado em 27 de junho de 2014. Arquivado do original em 20 de abril de 2006
6. ↑  «Featured Artist Page: Sander Kleinenberg». 365mag. 10 de setembro de 2006. Consultado em 27 de junho de 2014
7. ↑  Glowatsky, Pete. «Everybody Is Having Fun Again». About.com. Consultado em 27 de novembro de 2014
8. ↑  Holloway, Mark (13 de fevereiro de 2006). «Sander Kleinenberg - My Lexicon PS Reviews». Consultado em 26 de junho de 2007
9. ↑  Jones, Simon (3 de setembro de 2003). «Sander Kleinenberg "4 Seasons EP Part 3 of 3"». Progressive-Sounds. Consultado em 27 de junho de 2014
10. ↑  «Ministry of Sound: Dancing in the afternoon». tribune.com.pk, Express Tribune
11. ↑  «Sander Kleinenberg > Charts & Awards». Allmusic. Consultado em 29 de junho de 2007